# Playmobil FunPark
Een Playmobil FunPark is een themaparkgroep van Playmobil. Playmobil opende het eerste park in 1991 in het Duitse Zirndorf en heeft sindsdien nog vijf parken geopend. De parken in Orlando en Palm Beach Gardens zijn inmiddels weer gesloten, waardoor er geen parken meer zijn buiten Europa.

## Bestaande themaparken

### Duitsland: Zirndorf

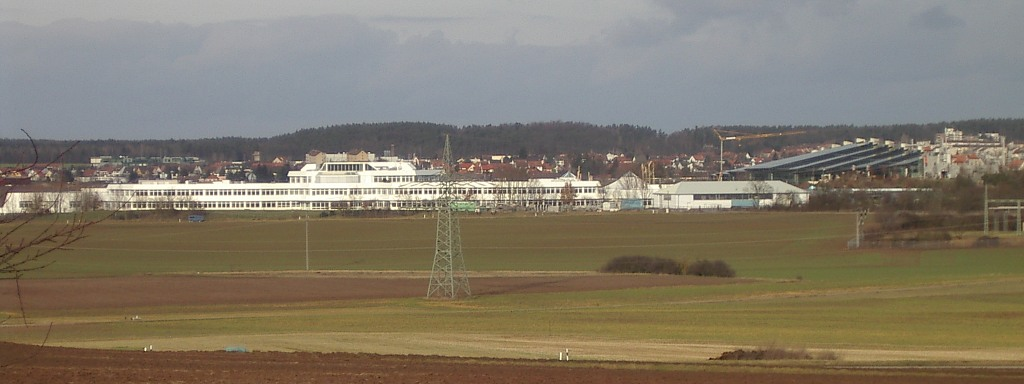
Playmobil-Funpark in Zirndorf, Duitsland

Het park in Zirndorf, in de deelstaat Beieren in Duitsland, was het eerste themapark van Playmobil en werd geopend in 1991. In de zomer van 2000 werd het onoverdekte deel van het park geopend en kreeg het de huidige vorm. In 2000 was het park nog klein en sindsdien zijn er verschillende onderdelen aan het park toegevoegd:
- 2000: Piratenschip, ridderburcht, indianen*, ruïne*, golfbaan*, waterspeelplaatsen, speeltuinen, Playmobil-store.
- 2002: Playmobil-Inn (op 50 meter afstand van de ingang, tegenwoordig het Playmobil-Aparthotel).
- 2003: Boerderij, goudmijn.
- 2005: Indoorspeeltuin HOB-Center (5000 m² indoor).
- 2006: Wilde Westen-thema, boomhuis, minigolf (de grote golfbaan uit 2000 verdween hiervoor).
- 2007: De ark van Noach met waterspeelplaatsen.
- 2008: Winterspeelbereik*.
- 2009: Activiteitenpark, riddertoernooibaan.
- 2010: Dinosaurusthema, bouwthema (met kraan en grote bouwput).
- 2013: Power Paddlebootjes.
- 2015: Skelterbaan met politiebureau, balanceerparcours
- 2016: Reuze springkussen en trampolines

Onderdelen met een sterretje (*) zijn niet meer in het park aanwezig.
Inmiddels beslaat het Playmobil Funpark in Zirndorf meer dan 90.000 vierkante meter.

### Malta: Birżebbuġa

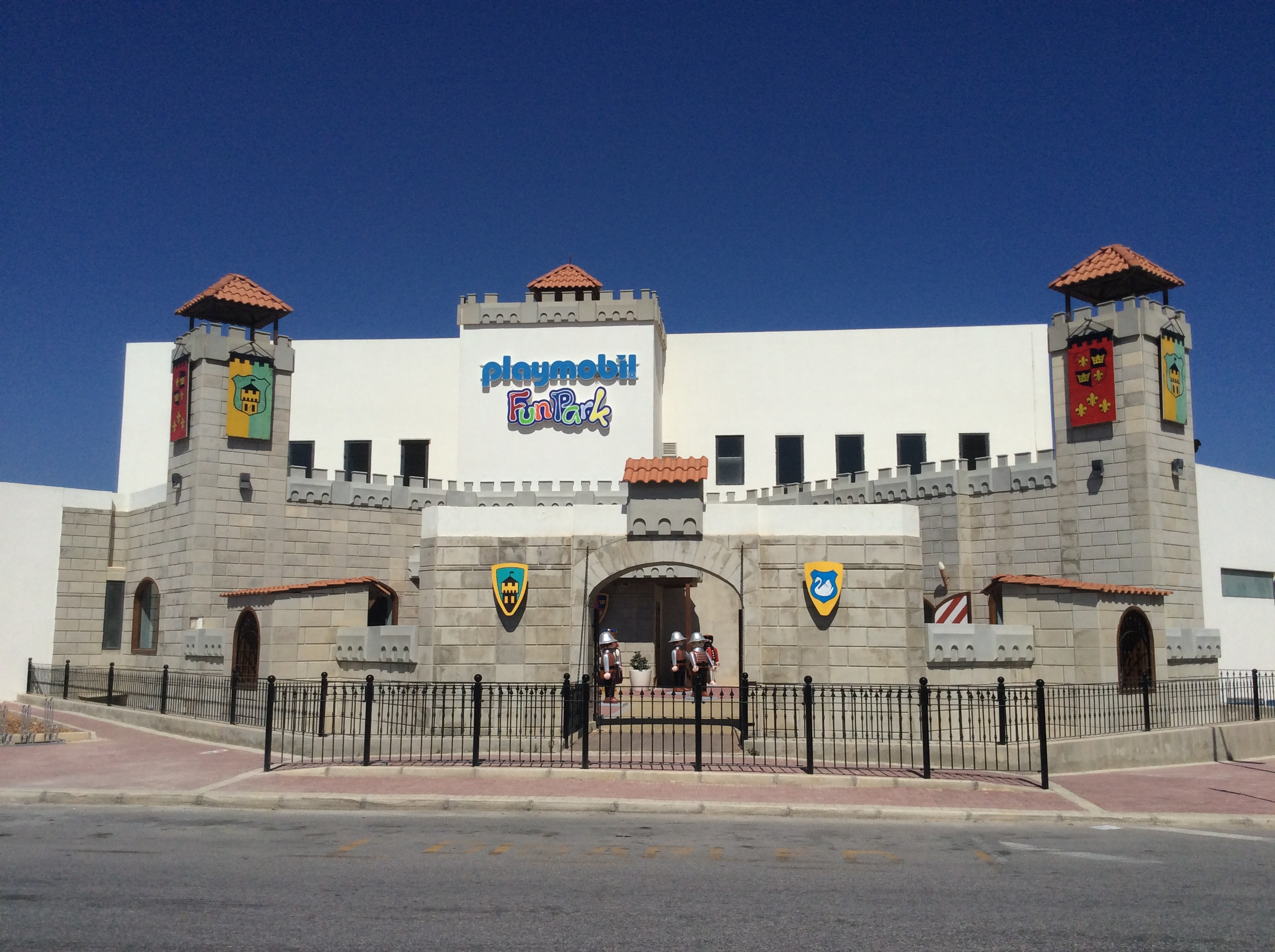
Ingang van Playmobil FunPark Malta

Playmobil heeft in Birżebbuġa op Malta een Playmobil FunPark geopend bij de fabriek op het eiland.

### Griekenland: Kifisia, Athene
Playmobil heeft in 1997 een Playmobil FunPark geopend in Griekenland, dat in 2015 verhuisd is naar de huidige locatie in Kifisia, nabij Athene.

## Gesloten themaparken

### Verenigde Staten:Playmobil FunPark Orlando
Playmobil heeft een Playmobil FunPark geopend in Orlando in de Amerikaanse staat Florida. Het park is per 22 januari 2007 gesloten.

### Verenigde Staten:Playmobil FunPark Palm Beach Gardens
Playmobil heeft een Playmobil FunPark geopend in Palm Beach Gardens in de Amerikaanse staat Florida. Het park in Palm Beach Gardens is per 31 december 2017 gesloten en was het laatste park buiten Europa.

### Frankrijk: Fresnes, Parijs
Playmobil heeft in Fresnes, nabij Parijs, een indoor Playmobil FunPark geopend in oktober 1999. Op 31 juli 2022 sloot het park definitief zijn deuren.